# Sistema nervoso autônomo
Sistema nervoso autônomo (português brasileiro) ou sistema nervoso autónomo (português europeu) (também chamado sistema neurovegetativo ou sistema nervoso visceral) é a parte do sistema nervoso que está relacionada ao controle da vida vegetativa, ou seja, controla funções como a respiração, circulação do sangue, controle de temperatura e digestão.

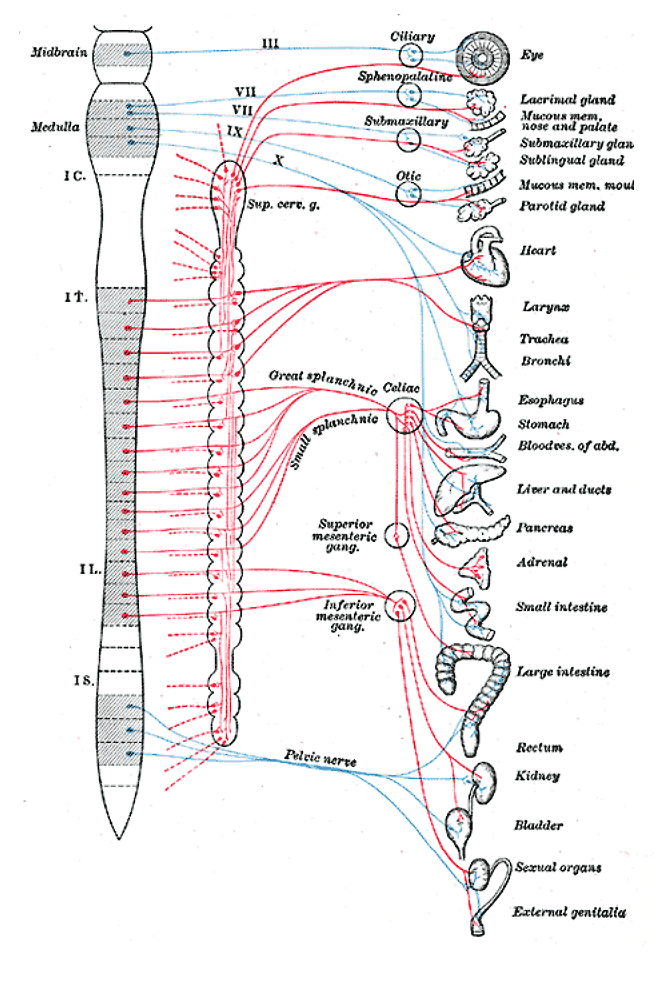
Sistema nervoso autônomo

No entanto, ele não se restringe a isso. É também o principal responsável pelo controle automático do corpo frente às modificações do ambiente. Por exemplo, quando o indivíduo entra em uma sala com um ar-condicionado que lhe dá frio, o sistema nervoso autônomo começa a agir, tentando impedir uma queda de temperatura corporal. Dessa maneira, seus pelos se arrepiam (devido a contração do músculo pilo-eretor) e ele começa a tremer para gerar calor. Ao mesmo tempo ocorre vasoconstrição nas extremidades para impedir a dissipação do calor para o meio. Essas medidas, aliadas à sensação desagradável de frio, foram as principais responsáveis pela sobrevivência de espécies em condições que deveriam impedir o funcionamento de um organismo.  Dessa maneira, pode-se perceber que o organismo  possui um mecanismo que permite ajustes corporais, mantendo assim o equilíbrio do corpo: a homeostasia.

## Generalidades
O sistema nervoso autônomo (SNA) ajuda muito nesse controle porque é o responsável, entre outras funções, pelas respostas reflexas (de natureza automática), controla a musculatura lisa (a musculatura cardíaca e as glândulas exócrinas) e permite o aumento da pressão arterial, o aumento da frequência respiratória, os movimentos peristálticos, a excreção de determinadas substâncias.
Apesar de se chamar sistema nervoso autônomo, ele não é independente do restante do sistema nervoso. Na verdade, ele é interligado com o hipotálamo, que coordena a resposta comportamental para garantir a homeostasia.
Sabe-se que o SNA é constituído por um conjunto de neurônios que se encontram na medula e no tronco encefálico. Estes, através de gânglios periféricos,  coordenam a atividade da musculatura lisa, da musculatura cardíaca e de inúmeras glândulas exócrinas. Mas como o SNA percebe que deve aumentar a pressão arterial, por exemplo?
Na verdade, não existe um consenso em relação a isso. Muitos acreditam que existem componentes específicos do sistema nervoso autônomo, responsáveis apenas pela percepção de parâmetros físico-químicos, como pressão, pH, tensão, temperatura, etc. Outro grupo acredita que os sistemas sensoriais, principalmente o somestésico, são os responsáveis pela percepção dessas condições  no organismo, e que, posteriormente, através do sistema nervoso central, essa informação é repassada ao sistema nervoso autônomo, que irá agir para o controle do equilíbrio corporal.

## Anatomia
A organização estrutural do ramo eferente do SNA difere daquela do sistema nervoso somático, visto que as fibras eferente somáticas se originam dos corpos celulares localizados no sistema nervoso central (SNC) e inervam o músculo estriado sem sinapses interpostas. Em contraste, o SNA consiste num afluxo constituído de dois neurônios, em que os axônios pré-ganglionares que surgem dos corpos celulares no eixo cérebro-espinhal fazem sinapses com fibras pós-ganglionares que se originam nos gânglios autônomos, fora do SNC. O SNA é dividido em duas partes:
- Sistema nervoso simpático (toracolombar); e
- Sistema nervoso parassimpático (craniossacral).

Trata-se de uma divisão baseada nas características anatômicas de cada divisão e nas funções que cada uma delas desempenha.

## Características funcionais
Alguns órgãos são duplamente inervados pelos sistemas nervosos simpáticos e parassimpáticos - a exemplo das glândulas salivares, do coração, dos pulmões (músculo brônquico), das vísceras abdominais e pélvicas, olhos - enquanto outros órgãos só recebem inervação de um sistema. As glândulas sudoríparas, a medula suprarrenal, os músculos piloeretores e a maioria dos  vasos sanguíneos são inervados apenas pelo sistema nervoso simpático. Por outro lado, o parênquima das glândulas parótidas, lacrimais e nasofaríngeas é inervado apenas por fibras parassimpáticas.
Para compreender ou prever os efeitos de drogas autônomas sobre um órgão específico, é necessário conhecer não apenas como cada divisão do SNA afeta este órgão, mas também se o órgão possui inervação única ou dupla e, quando dupla, qual dos dois sistemas é predominante nesse órgão. Em certas circunstâncias, um deles pode exercer influência; entretanto, é preciso assinalar que nenhum deles tem efeito dominante na atividade da inervação intrínseca dos vários tecidos. [carece de fontes?]

### Efeitos oculares do Sistema Nervoso Autônomo
Os efeitos do sistema nervoso autônomo sobre os olhos são de extrema importância para a clínica médica. Os efeitos simpático e parassimpático sobre fibras nervosas oculares causam dilatação pupilar e constrição pupilar, respectivamente.
Esses efeitos são de importância. Os nervos parassimpáticos que se dirigem para os olhos inervam o músculo constritor da pupila, cujas fibras estão dispostas concentricamente na íris, e o músculo ciliar,que ajusta a curvatura do cristalino . A contração do músculo ciliar em resposta à ativação dos receptores muscarínicos traciona o corpo ciliar para frente e para dentro e, como consequência, relaxa a tensão sobre o ligamento suspensor do cristalino, permitindo que o cristalino fique mais abaulado e que sua distância focal fique reduzida. Esse reflexo parassimpático é, portanto, necessário para que ocorra a acomodação dos olhos no momento em que se quer observar algo de perto. O músculo constritor da pupila é importante não só porque ajusta a pupila em resposta a alterações na intensidade da luz, mas também porque regula a pressão intraocular. O humor aquoso é secretado, lenta e continuamente, pelas células do epitélio que cobre o corpo ciliar e drena para o canal de Schlemm, que corre ao redor do olho, próximo à margem externa da íris.
Normalmente, a pressão intraocular é de 10 a 15 mmHg acima da atmosférica, o que mantém o olho ligeiramente distendido. A pressão intraocular anormalmente elevada (associada ao um glaucoma) lesa o olho e é uma das causas mais comuns de cegueira passível de prevenção. No glaucoma agudo, a drenagem do humor aquoso é obstruída quando a pupila dilata-se, porque uma prega de tecido da íris oclui o ângulo de drenagem, causando elevação da pressão intraocular. Nessas circunstâncias, a ativação do músculo constritor da pupila pelos agonistas muscarínicos, esses que simulam o sistema parassimpático, causando uma contração pupilar, reduz a pressão intraocular, embora tenha pouco efeito em um indivíduo normal. O aumento na tensão do músculo ciliar produzido por esses fármacos também pode desempenhar algum papel na melhora da drenagem ao rearranjar as trabéculas de tecido conjuntivo através das quais passa o canal de Schlemm.

### Fármacos que reduzem a pressão intraocular
- Timolol, carteolol - antagonista de receptor β-adrenérgico, administrado como colírio, mas pode ainda causar efeitos adversos sistêmicos: bradicardia, broncoconstrição;
- Acetazolamida, dorzolamida - inibidor da anidrase carbônica, administrado via sistêmica, dorzolamida é utilizada em colírios;
- Clonidina - antagonista de receptor α2-adrenérgico, utilizado em colírios.

## Principais diferenças entre o Sistema Nervoso Simpático e Sistema Nervoso Parassimpático
As características anatômicas e funcionais das duas divisões devem tornar clara a existência de notáveis  diferenças entre os sistemas nervosos simpáticos e parassimpático.
Cannon foi o primeiro a reconhecer que o sistema nervoso simpático é capaz de produzir o tipo de resposta maciça e disseminada que permite a um organismo, quando confrontado com determinado estresse (como dor, asfixia ou emoções fortes), responder adequadamente (i.e., com "medo, luta ou fuga").
O SNA divide-se em sistema nervoso simpático e sistema nervoso parassimpático, que são constituídos basicamente por uma via motora com dois neurônios, sendo um pré-ganglionar (cujo corpo se encontra no sistema nervoso central) e outro pós-ganglionar (cujo corpo se encontra em gânglios autônomos).
No sistema simpático, logo depois que o nervo espinhal deixa o canal espinal, as fibras pré-ganglionares abandonam o nervo e passam para um dos gânglios da cadeia simpática, onde farão sinapse com um neurônio pós-ganglionar.
No sistema parassimpático, as fibras pré-ganglionares normalmente seguem, sem interrupção, até o órgão que será controlado, fazendo então sinapse com os neurônios pós-ganglionares. Dessa maneira percebe-se que os neurônios pré-ganglionares do simpático são curtos e os pós-ganglionares  são longos; no parassimpático ocorre o inverso. Já o sistema nervoso entérico apresenta seus corpos celulares na parede do trato gastrointestinal.
Os neurônios pré-ganglionares do sistema simpático emergem dos segmentos tóraco-lombares (da região do peito e logo abaixo), ao passo que os do sistema parassimpático emergem dos segmentos céfalo-sacrais (da região da cabeça e logo acima dos glúteos).
Uma importante característica da inervação dos músculos pelo sistema nervoso autônomo é que - ao contrário da inervação somática, que apresenta regiões pré e pós sinápticas especializadas - suas terminações nervosas apresentam varicosidades onde o neurotransmissor vai se acumulando através de vesículas. Dessa maneira, a transmissão de sinais ocorre em  vários pontos, através de terminais axoniais, e posteriormente se difunde no tecido. Essa "estratégia" é bem diferente da empregada no sistema autônomo, que se baseia na relação ponto-a-ponto.  Isso garante que um número menor de fibras nervosas seja capaz de regular de maneira eficiente órgãos e glândulas.
Normalmente as fibras nervosas dos sistemas simpáticos e parassimpáticos secretam dois  neurotransmissores principais:
- Noradrenalina e adrenalina;
- Acetilcolina.

As fibras que secretam noradrenalina ativam receptores adrenérgicos e as que secretam acetilcolina ativam receptores colinérgicos.
Ao contrário do que se pode imaginar, não existe uma regra muito precisa de qual das duas substâncias cada sistema emprega; no entanto, pode-se fazer algumas generalizações para melhor compreensão. Podemos assim afirmar que todos os neurônios pré-ganglionares, sejam eles simpáticos ou parassimpáticos, são colinérgicos. Consequentemente, ao se aplicar acetilcolina nos gânglios, os neurônios pós-ganglionares de ambos os sistemas serão ativados.
Em relação aos neurônios pós-ganglionares do sistema simpático, estes, em sua maioria, liberam noradrenalina, a qual excita algumas células mas inibe outras.  No entanto, alguns neurônios pós-ganglionares simpáticos, são colinérgicos, como por exemplo, os que enervam a maioria das células sudoríparas. Outro exemplo são os que enervam alguns vasos que irrigam tecido muscular.

## Avaliações do sistema nervoso autônomo
A avaliação do Sistema Nervoso Autônomo (SNA) pode ser realizada de forma direta e indireta. O registro direto das propriedades elétricas de nervos autonômicos, como a velocidade de condução e a amplitude dos picos de atividade elétrica neural, requer a dissecção de fibras nervosas autonômicas superficiais, tornando impraticável a sua utilização clínica rotineira. A forma indireta baseia-se na aplicação de um estímulo quantificável e a observação da resposta fisiológica do órgão alvo de um reflexo autonômico conhecido, ou utilizando-se drogas que interfiram direta ou indiretamente sobre a atividade do SNA.
A literatura apresenta vários testes utilizados para avaliar a função autonômica em diferentes órgãos. No sistema cardiovascular podemos observar o comportamento da pressão arterial (PA) e da frequência cardíaca (FC) a diferentes estímulos como a respiração, o exercício físico e as mudanças posturais. Em relação aos demais sistemas, temos exemplos de testes descritos para a quantificação do lacrimejamento, da salivação e da resposta da musculatura brônquica à inalação de drogas anticolinérgicas, da variação do diâmetro pupilar decorrente à estimulação luminosa ou à instalação de drogas que interferem no SNA, da liberação de polipeptídeo pancreático e de gastrina.
Abaixo são apresentados alguns dos testes autonômicos cardiovasculares de maior utilização na literatura das ciências de saúde:
- Manobra de Valsalva;
- Ortostatismo;
- Arritmia sinusal respiratória;
- Exercício estático (“handgrip”);
- Teste de imersão facial (reflexo do mergulho);
- Teste de exposição ao frio (“cold pressor”);
- Reflexo da tosse;
- Teste de estresse mental;
- Teste de decúbito (“Iying down”).

A variabilidade da frequência cardíaca (VFC) é uma das variáveis indiretas mais utilizadas para avaliação do SNA, pois reflete a modulação do SNA simpático e parassimpático na FC. Alguns dos principais métodos lineares de análise de séries de VFC são:
- Desvio-padrão dos intervalos RR (SDNN);
- Raiz quadrada da média da soma das diferenças sucessivas dos intervalos RR (RMSSD);
- Análise espectral.

Além disso, com registros simultâneos de VFC e variabilidade de pressão arterial, também é possível calcular a sensibilidade do barorreflexo, utilizando, por exemplo, o método da sequência.